# Maria Teresa Giaveri
Maria Teresa Giaveri (Nibbiano, 22 febbraio 1944) è una francesista, traduttrice e saggista italiana.

## Biografia
Allieva di Luigi de Nardis, dopo la Laurea in Lettere e Filosofia presso l'Università degli Studi di Milano Maria Teresa Giaveri si dedica a un'intensa attività come ricercatrice e traduttrice nell'ambito di letterature europee (soprattutto di poesia francese) del XIX e XX secolo.
La sua attività accademica comincia nel 1970, presso l'Università Gabriele d'Annunzio di Pescara, come Professore Incaricato di Lingua e Letteratura francese, ruolo che ricoprirà successivamente all'Università degli Studi di Napoli "L'Orientale", e all'Università degli Studi di Pisa "La Sapienza" (fino al 1982). Dal 1994 al '97 è all'Università di Messina, come Professore Ordinario di Lingua e Letteratura Francese. A Napoli torna dal 1997 al 2008, come Professore Ordinario di Letterature Comparate, sempre presso "L'Orientale" (Facoltà di Lettere e Filosofia); nel 2008 ottiene la Cattedra di Letteratura Comparate alla Facoltà di Lettere dell'Università di Torino, impegno che porterà avanti fino al 2015. Nella sua lunga attività accademica, collabora spesso con istituti esteri: dal 2002 al 2004 tiene una serie di lezioni, come professeur invité, alla Sorbona di Parigi.
Sempre a livello didattico, a partire dal 1981 mette a punto un "Atelier di scrittura" per studenti, realizzato presso le Università di Napoli e Milano, e proseguito con successo fino al 2003. Tiene anche diversi corsi universitari dedicati alla traduzione in ambito editoriale: nel 1984-85 ne realizza uno presso l'Università degli Studi di Milano, ottenendo la collaborazione delle maggiori case editrici milanesi; nel 2004-05 è impegnata, sempre come docente, nel corso "Il Traduttore Letterario", promosso dalla Regione Campania e dall'Università degli Studi "L'Orientale" di Napoli.
Dopo anni di studi e pubblicazioni dedicati a Paul Valéry, nel 2014, per i Meridiani Mondadori, viene pubblicato Opere scelte, in cui Maria Teresa Giaveri raccoglie il meglio dell'opera in versi e in prosa del grande poeta, realizzando come traduttrice alcune notevoli versioni metriche. Sempre per i Meridiani cura l'opera della scrittrice francese Colette (Romanzi e racconti, Mondadori, 2000).
Come ricercatrice si è interessata alla comparatistica tra letteratura e altre arti (pittura, musica, architettura), realizzando brillanti saggi come Dans la forêt sonore. Debussy e l'esperienza parnassiana (in Claude Debussy, Milano, Unicopli 1989), Borges e Dante (in  Lectura Dantis, Edizioni dell'Università "L'Orientale”, 2001) e Il viso, il naso: fra Marcel Proust e Murasaki Shikibu (in La scrittura e il volto, Napoli, Liguori 2006).
Autrice di saggistica, ha scritto, tra gli altri, Lady Montagu e il dragomanno. Viaggio avventuroso alle origini dei vaccini (Neri Pozza, 2020), dedicato alla figura della scrittrice e aristocratica Mary Wortley Montagu, promotrice della tecnica della variolizzazione. Nel 2023 ha pubblicato i romanzi storici Quel ramo del lago di Como e Nei mari di Ulisse. Sulle tracce di Omero alla scoperta di Palmira (entrambi per Neri Pozza). 
Come giornalista collabora per molti anni con la RAI e interviene sulle pagine culturali del Corriere della Sera.

## Opere

### Traduzioni
- Marcel Schwob, Il re dalla maschera d'oro, Milano, Sugarco, 1983
- Paul Valéry, Il cimitero marino, Milano, Il Saggiatore, 1984
- Paul Valéry, La caccia magica, Napoli, Guida, 1985
- Paul Valéry, Alphabet, Reggio Emilia, Diabasis, 1993
- Libretto de I racconti di Hoffmann, Milano, Edizioni Teatro alla Scala, 1994
- Libretto di Manon, Milano, Edizioni Teatro alla Scala, 1999
- Colette, Romanzi e racconti, Milano, Mondadori "I Meridiani", 2000
- Libretto di Samson et Dalila, Milano, Edizioni Teatro alla Scala, 2002
- Libretto di Carmen, Milano, Edizioni Teatro alla Scala, 2004
- Luan Starova, Il tempo delle capre (Vremeto na kozite), Napoli, Pironti, 2004
- Gustave Flaubert, Lettere d'amore a Louise Colet, Milano, ES, 2008
- Nicolas Bouvier, La polvere del mondo, Reggio Emilia, Diabasis, 2009
- Paul Valéry, Opere scelte, Milano, Mondadori "I Meridiani", 2014

### Saggistica e narrativa
- "L'album de vers anciens" di Paul Valéry. Studio sulle condizioni d'autore edite ed inedite, Padova, Liviana Editrice, 1969
- Lady Montagu e il dragomanno. Viaggio avventuroso alle origini dei vaccini, Milano, Neri Pozza, 2020
- Quel ramo del lago di Como, Milano, Neri Pozza, 2023
- Nei mari di Ulisse. Sulle tracce di Omero alla scoperta di Palmira, Milano, Neri Pozza, 2023

### Curatele
- Emilio Isgrò. C'è chi dice Madame Bovary (catalogo della mostra), Milano, Fabbri Editori, 1991
- Scienza e poesia in Paul Valéry, Reggio Emilia, Diabasis, 1992
- Il corteggio di Diana. Heine, Banville, Mallarmé, Valery, Pisa, Edizioni ETS, 1998
- Interpretare e tradurre. Studi in onore di Luigi de Nardis  (con V. Carofiglio , A. Castoldi, G. S. Santangelo e G. Violato), Napoli, Bibliopolis, 2000

## Onorificenze e riconoscimenti
- Premio Accademia Lombarda di Scienze e Lettere (Milano)
- Chevalier des Palmes Académiques (Ministero della Cultura, Francia)